# يوشيهيرو كيتازاوا
يوشيهيرو كيتازاوا (باليابانية: 北沢欣浩؛ بالكانا: きたざわ よしひろ) هو متزلج سريع ياباني، ولد في 4 أغسطس 1962 في كوشيرو في اليابان.

## وصلات خارجية
- يوشيهيرو كيتازاوا على موقع SpeedSkatingBase.eu (الإنجليزية)
- يوشيهيرو كيتازاوا على موقع SpeedSkatingNews.info (الإنجليزية)
- يوشيهيرو كيتازاوا على موقع SpeedSkatingStats.com (الإنجليزية)
- يوشيهيرو كيتازاوا على موقع اللجنة الأولمبية الدولية (الإنجليزية)
- يوشيهيرو كيتازاوا على موقع أوليمبيديا (الإنجليزية)